# Курс (ветроходство)
Във ветроходството, курс на плавателен съд по отношение на вятъра е посоката на движение на съда (или надлъжната ос на съда) спрямо посоката на вятъра. Класифицира се според ъгъла, който носът на съда сключва с посоката на вятъра (виж диаграмата):
- Левентик (A) (на френски: le vent) – курс точно срещу вятъра. Носът на плавателния съд сочи посоката от която духа вятъра или иначе казано курсът на плавателния съд сключва ъгъл 0 градуса с посоката на вятъра. При това положение ветрилата не създават тяга и ветроходният съд стои относително неподвижен.

- Бейдевинд (B) (на нидерландски: bij de wind) – „косо срещу“ вятъра. Ъгълът между курса на плавателния съд и посоката на вятъра е по-малък от 90 градуса. Минималният възможен ъгъл варира в широки граници – между 30 и 80 градуса в зависимост от конструкцията на плавателния съд и ветрилното стъкмяване.

- Халфвинд (C) (на нидерландски: halve wind) – курс напречно на вятъра. Носът на плавателния съд сключва ъгъл от 80 до 100 градуса спрямо посоката на вятъра.

- Бакщаг (D) (на нидерландски: bakstag) – курс „косо по вятъра“. Носът на плавателния съд сключва ъгъл от около 110 до 160 градуса спрямо посоката на вятъра. При повечето ветроходни плавателни съдове това е най-бързият курс. Много състезателни ветроходни лодки на бакщаг са способни да се движат със скорост по-голяма от скоростта на вятъра.

- Фордевинд (E) (на нидерландски: voor de wind) – курс по вятъра. Носът на плавателния съд сключва ъгъл от 180 градуса с посоката на вятъра. Единствено при този курс е възможно разположение на ветрилата (грота и фока), познато като „пеперудка“. При нея ако грота е разположен вдясно от мачтата, то фока е вляво и обратно. Това е най-бавният курс. При него ветрилата работят като аеродинамична спирачка при което цялата тяга се създава от съпротивлението на ветрилото и е насочена по курса на плавателния съд. При останалите курсове (без левентик) ветрилата работят като крило създавайки тяга насочена под ъгъл спрямо курса.

При курсове фордевинд и бакщаг (при малки ъгли) може да се прибави по-голямо допълнително ветрило – спинакер. При промяна на курса към бейдевинд това ветрило се сваля.
Всички курсове имат две разновидности: съответно ляв и десен халс (срещано и като галс) (букви B, C, D на диаграмата). При тези курсове ветрилата са разположени вляво, съответно вдясно от надлъжната ос на съда. Международните правила (МППСМ) определят халса като ляв или десен според разположението на главното ветрило. Халсът е ляв когато главното ветрило е отклонено вдясно от надлъжната ос и обратно. При разминаване на два ветроходни съда движещи се само под ветрила (без двигател) предимство има движещият се на десен халс.